# Das Bild im Haus

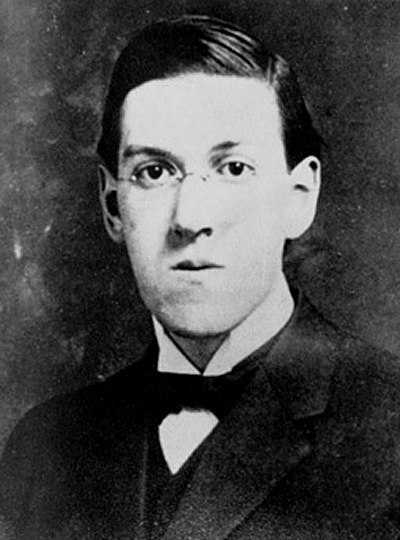
H. P. Lovecraft, Fotografie aus dem Jahre 1915

Das Bild im Haus (englischer Originaltitel: The Picture in the House) ist der Titel einer Horrorgeschichte des amerikanischen Schriftstellers H. P. Lovecraft, die er am 12. Dezember 1920 verfasste. Nach einer Veröffentlichung in der Zeitschrift The National Amateur im Sommer 1921 erschien sie 1924 in Weird Tales und wurde 1939 in die Sammlung The Outsider and Others aufgenommen, mit der die Geschichte des Verlages Arkham House begann.
Eine deutsche Übersetzung von Charlotte Gräfin von Klinckowstroem erschien 1973 im Sammelband Stadt ohne Namen der Buchreihe Bibliothek des Hauses Usher, der 1981 in der Phantastischen Bibliothek des Suhrkamp Verlages nachgedruckt wurde.
In seiner Kurzgeschichte konfrontiert Lovecraft den Ich-Erzähler mit einem Fall von Kannibalismus. Mit der fiktiven Stadt Arkham und der Miskatonic-Region führte er Schauplätze ein, die in den folgenden Jahren den geographischen Hintergrund vieler seiner Erzählungen bildeten.

## Inhalt

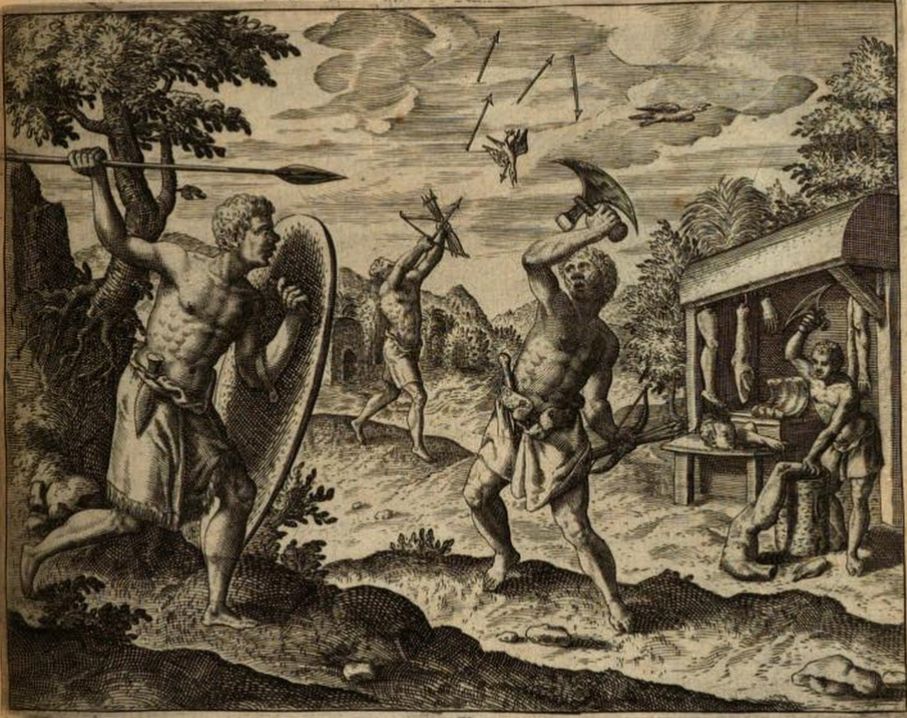
Bild aus Regnum Congo, Pigafetta 1598

Zu Beginn beleuchtet Lovecraft die bedrückende Atmosphäre Neuenglands, wo die „Feinschmecker des Schrecklichen“ den unheimlichen Eindruck der „uralten, einsam gelegenen Farmhäuser“ genießen können.
Auf der Suche nach genealogischen Daten der Bewohner des Miskatonic Valleys ist der Erzähler mit seinem Fahrrad in Richtung Arkham unterwegs. Als er sich fernab jeder Stadt auf einer abgelegenen Straße befindet und ein Gewitter naht, bleibt ihm nichts anderes übrig, als in einem jener hässlichen Häuser Zuflucht zu suchen.
Da auf sein Klopfen niemand reagiert, betritt er das unverschlossene Gebäude trotz einer instinktiven Abwehr und eines unangenehmen Geruchs. In einem schwach erleuchteten, karg möblierten Zimmer fallen ihm Bücher, Papiere und allerlei Altertümer auf, während sich sein bedrohliches Gefühl verstärkt. Ein ledergebundenes Buch auf einem Tisch fesselt seine Aufmerksamkeit, und überrascht stellt er fest, dass es sich um eine lateinische Ausgabe von Antonio Pigafettas Darstellung der Kongo-Region mit Stichen der Brüder De Bry handelt. Der Chronist Ferdinand Magellans hatte das Regnum Congo nach Angaben des „Matrosen Lopez“ geschrieben und 1598 in Frankfurt veröffentlicht. Ihm fallen „Neger mit weißer Haut“ und kaukasischen Gesichtszügen und andere merkwürdige Illustrationen auf, die er sich gern länger ansähe, wenn das Buch sich nicht beständig bei einer Tafel mit dem grausigen Bild eines „Metzgerladen(s) der kannibalischen Anziques“ öffnen würde.
Während er in Cotton Mathers Magnalia Christi Americana und John Bunyans The Pilgrim’s Progress blättert, hört er Geräusche aus dem über ihm liegenden Zimmer und bald darauf schwere, dabei seltsam vorsichtige Schritte auf der Treppe. Im Türrahmen erscheint ein riesenhafter alter Mann mit stechenden Augen und einem langen weißen Bart, der ihn überraschenderweise freundlich und mit auffälligem Yankee-Dialekt anspricht. Nach einer Weile wagt der Erzähler, den Alten nach der Herkunft des Regnum Congo zu fragen. So entwickelt sich ein kurzes Gespräch, der Erzähler übersetzt einige Sätze ins Englische und ist erstaunt, dass der verwahrloste Alte sich kindisch an den schrecklichen Bildern eines Buches erfreut, das er nicht verstehen kann.
Immer lebhafter werdend schwärmt der Alte von seltsamen Bäumen, Fabelwesen mit dem Kopf eines Alligators und Geschöpfen, die „wie halb Affe, halb Mensch“ aussehen und kündigt an, ihm nun das Beste zeigen zu wollen. Während seine Augen einen eigentümlichen Glanz bekommen und seine Stimme immer undeutlicher wird, wählt er ausgerechnet die erschreckende Illustration, die offensichtlich häufiger betrachtet worden ist und weidet sich am Bild eines axtschwingenden Metzgers, der vor einer Ladenwand mit abgetrennten, menschlichen Gliedmaßen steht.
Während sein Gerede in heiseres Flüstern übergeht, bekennt er, wie der Anblick des abgeschnittenen Kopfes und der Füße ihn erregt habe und es danach spaßiger gewesen sei, Schafe zu schlachten. Der Erzähler kann das Flüstern kaum noch verstehen, zumal das Gewitter stärker wird und das Haus von einem Donnerschlag erzittert. Schließlich erklärt der Alte, wie die Abbildung ihn „nach Nahrung hungern ließ“, die er „nicht selbst erzeugen oder kaufen konnte“, versichert aber, dieser Neigung nicht nachgegeben zu haben. Könnte man vielleicht sein Leben verlängern, wenn man Menschenfleisch essen würde? Hier wird er jäh unterbrochen – nicht durch eine Reaktion des Zuhörers oder das Heulen des immer stärker werdenden Sturms, sondern durch ein platschendes Geräusch. Auf dem Bild mit dem Kannibalen ist ein Blutstropfen zu sehen. Nach oben blickend erkennt der Erzähler einen sich ausbreitenden roten Fleck und schließt die Augen, als ein jäher Blitz das „verfluchte Haus“ trifft und eine „Vergessenheit“ schenkt, die seinen „Verstand“ rettet.

## Hintergrund

### Arkham und die Miskatonic-Region

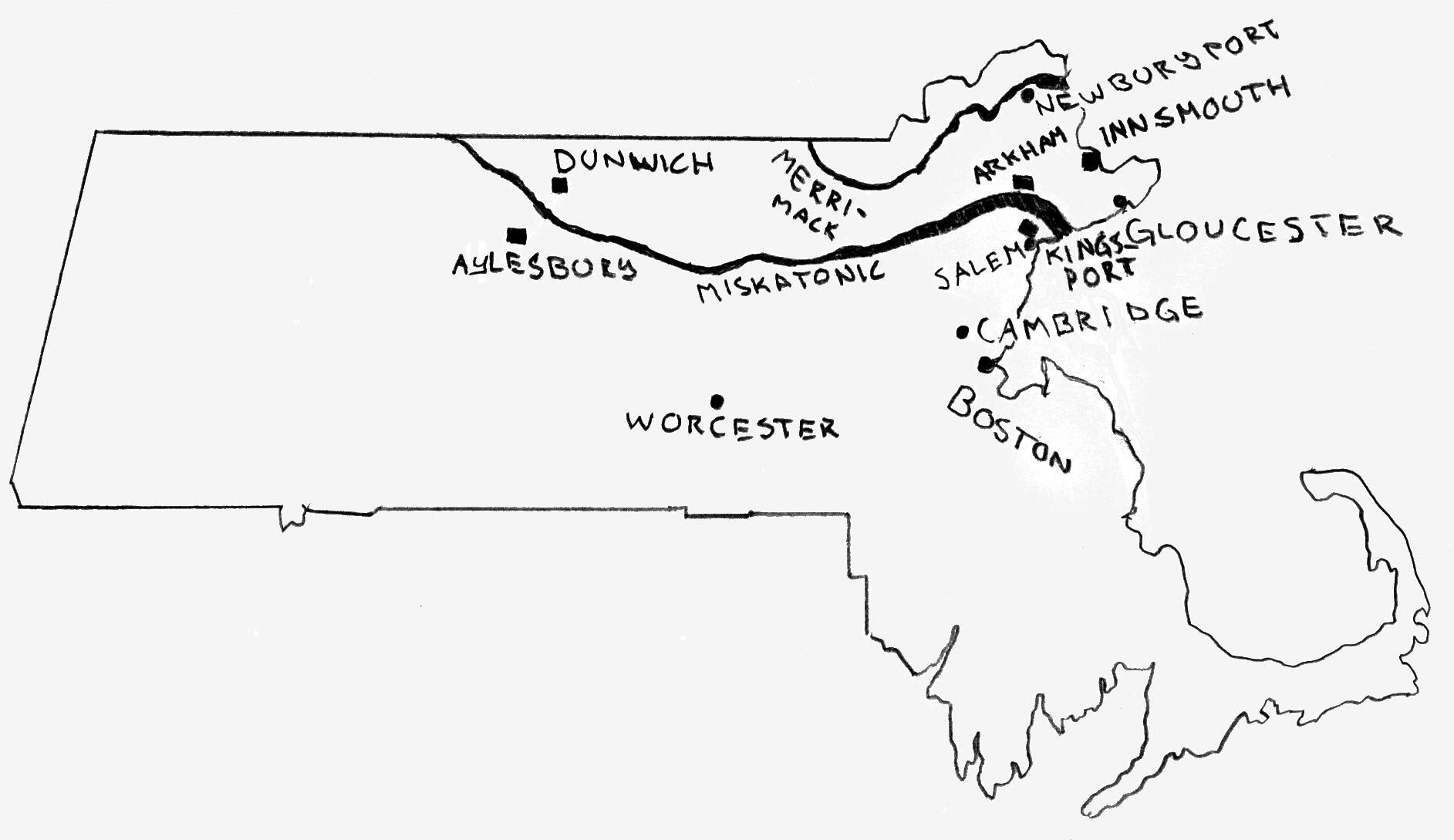
Lovecraft Country (dt. Miskatonic-Region)

Arkham wurde an unterschiedlichen Standorten innerhalb des Bundesstaates Massachusetts vermutet. So glaubte der amerikanische Schriftsteller Will Murray, die Stadt befinde sich im Zentrum, während Robert D. Marten sie an der Ostküste vermutete, da Lovecraft sie in Anlehnung an Salem konzipiert habe. Marten spekulierte, der Name der Stadt gehe auf Arkwright zurück, einem ehemaligen Dorf in Rhode Island.
Den Namen „Miskatonic“ wiederum scheint Lovecraft vom Housatonic River abgeleitet zu haben, dessen Quellen im Westen von Massachusetts liegen und der durch Connecticut fließt.
Der (im englischen Original) von Lovecraft verwendete Yankee-Dialekt ist nach Meinung von Jason C. Eckhardt von James Russell Lowells Gedichtzyklus Biglow Papers beeinflusst. Der Dichter selbst hatte betont, der von ihm verwendete Dialekt sei lange ausgestorben. Indem der Mann dieses Idiom spricht, entsteht der Eindruck seines übernatürlichen Alters.

### Pigafetta und Huxley

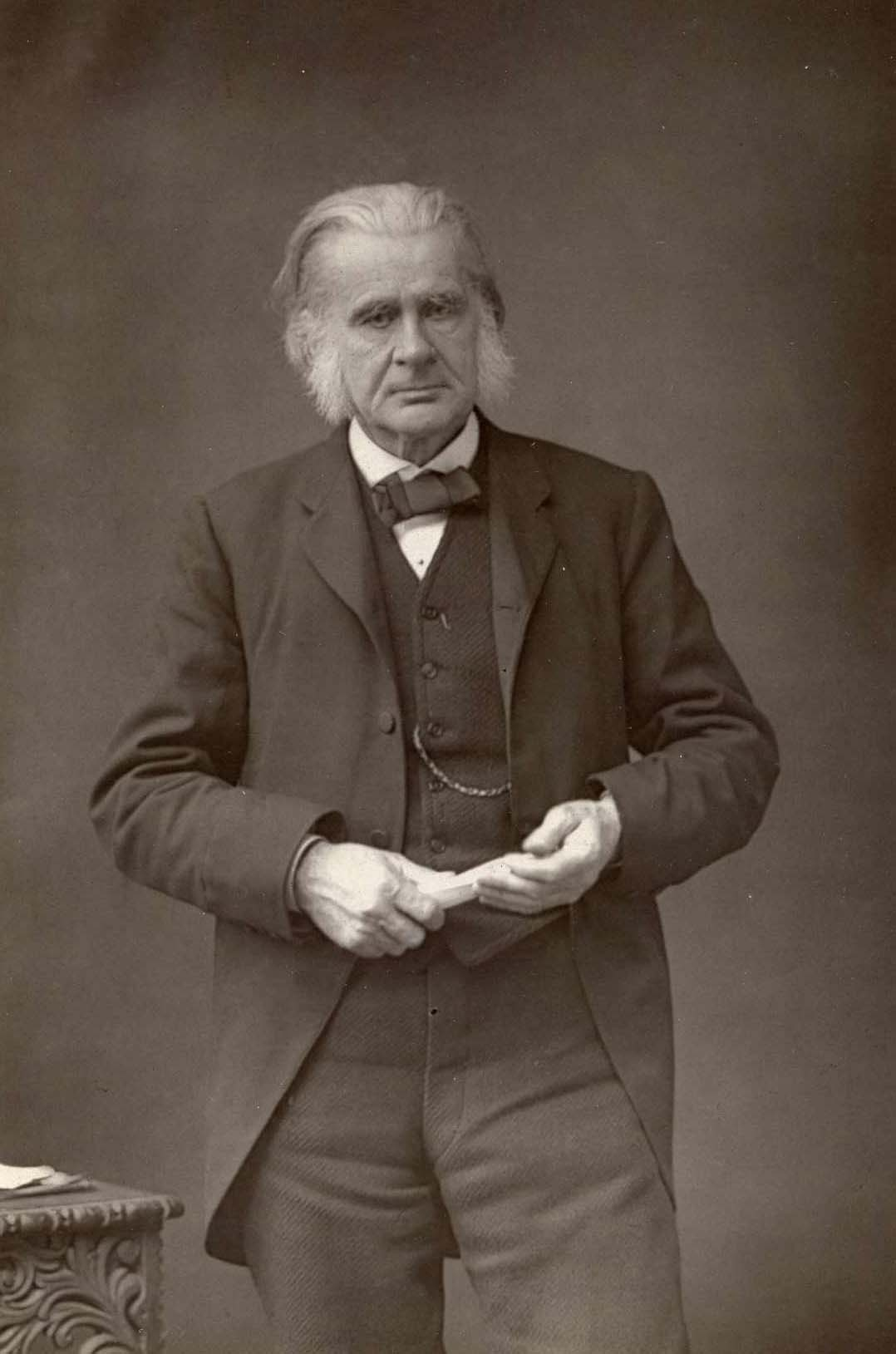
Thomas Henry Huxley (1891)

Pigafetta, ein venezianischer Gelehrter und Entdeckungsreisender, begleitete Ferdinand Magellan auf der ersten Weltumseglung und verfasste als dessen Chronist eine Reisebeschreibung.
Lovecrafts detaillierte Beschreibung des Regnum Congo erweckt den Anschein, als hätte er Pigafettas Werk gelesen. Tatsächlich aber bezog er seine Informationen lediglich aus Thomas Henry Huxleys Essaysammlung Man’s Place in Nature (On the History of the Man-like Apes) und wiederholte so einige der Ungenauigkeiten, die Huxley unterlaufen waren.
So ging Huxley und damit Lovecraft davon aus, die Erstausgabe wäre in lateinischer und nicht italienischer Sprache erschienen und enthielte bereits die erschreckenden Abbildungen.
Bereits in seinem frühen Essay The Crime of the Century (1915) hatte er sich auf Huxleys On the Methods and Results of Ethnology bezogen. In dem stellenweise rassistischen Aufsatz schrieb Lovecraft der „teutonischen Rasse“ eine führende Rolle in der Welt zu, bezeichnete die Germanen als „Gipfel der Evolution“ und beklagte den sinnlosen „Selbstmord“ der Briten und Deutschen im Ersten Weltkrieg, die doch eine führende Rolle in der Welt übernehmen sollten. Er verwendete bereits den von Huxley geprägten Begriff „Xanthochroi“, mit dem dieser sich aus heute überholter Sichtweise auf hellhäutige Nordeuropäer bezogen hatte („nordische Rasse“).
Pigafetta hatte seinen Text über die Kongoregion nach den Beschreibungen des portugiesischen Seemanns Eduardo Lopez verfasst und 1591 veröffentlicht. Weder Huxley noch Lovecraft wussten, dass der Druck von 1598 nicht die erste Ausgabe des Berichts war. Nach der Veröffentlichung 1591 war 1596 eine holländische und 1597 eine deutsche und englische Übersetzung geschrieben worden. Erst in dieser erschienen die Illustrationen De Brys, die dann in die lateinische Ausgabe übernommen wurden, für die nicht Pigafetta, sondern A. C Reinius verantwortlich zeichnete.

Kannibalismus, Brasilien. Stich von Theodor de Bry

Huxley verwendete in seinem Essay zwei der Abbildungen, zu denen auch die fatale „Tafel 12“ mit dem „Metzgerladen“ gehört, die Kannibalismus der Batéké (Anziques) zeigen soll und an einen Stich de Brys über eine entsprechende Szene in Brasilien erinnert. Die Worte des Alten über das drachenartige Fabelwesen mit dem Kopf eines Alligators verdanken sich Huxleys Ausführungen, während die Form des metallbeschlagenen und ledergebundenen Buches von mittlerer Größe der Phantasie Lovecrafts entsprang, da das Original anders aussah und eher klein war.
Die Beschreibung des verstörenden Metzgerladens am Anfang der Geschichte geht auf Bemerkungen Huxleys im Anhang seines Essays On the History of the Man-like Apes unter dem Titel „African Cannibalism in the Sixteenth Century“ zurück. Dort gibt er Pigafettas Angaben aus dem Regnum Congo wieder, lobt die Illustratoren und bezeichnet das Bild als ein Faksimile des Originals. Tatsächlich bezieht er sich aber lediglich auf einen davon inspirierten Holzschnitt W. H. Wesleys. Vergleicht man diesen mit der Tafel der Brüder De Bry aus der lateinischen Ausgabe, zeigen sich einige Abweichungen, die sich in der Horrorgeschichte wiederfinden und zu denen die Darstellung der „Neger“ mit weißer Hautfarbe und kaukasischen Gesichtszügen gehört.
Die aus dem Wissen zweiter Hand kommenden Ungenauigkeiten sind für Sunand T. Joshi umso erstaunlicher, als Lovecraft Edgar Allan Poe entsprechende Vorwürfe gemacht hatte.
Lovecraft verehrte den einflussreichen Vorgänger als den Schöpfer der modernen Horrorgeschichte, ohne den auch die Kurzgeschichte in ihrer heutigen Form undenkbar wäre und an dem alle folgenden Schriftsteller sich zu messen hätten.
In seinem Essay Supernatural Horror in Literature wollte er indes nicht auf den Hinweis verzichten, dass Poe trotz aller „überragende(n) Fähigkeiten […] nicht frei von Makeln“ gewesen sei. Das Vorspiegeln „profunder und obskurer Gelehrsamkeit“ müsse man erkennen und verzeihen können.
Die Ungenauigkeiten bei Lovecraft stuft Joshi als eher gering ein, zumal sie die Qualität seiner Erzählungen kaum beeinträchtigten.

## Adaptionen
- Die 1. Folge der Hörspielserie „The Lovecraft 5“ setzte die Geschichte 2019 als Hörspiel um (The Lovecraft 5 – Folge 1: Das Bild im Haus).

### Textausgaben
- H.P. Lovecraft: Das Bild im Haus. In: Stadt ohne Namen, Bibliothek des Hauses Usher, Insel Verlag, Frankfurt am Main 1973, S. 89–99
- H.P. Lovecraft: Das Bild im Haus. In: Stadt ohne Namen, Phantastische Bibliothek, Suhrkamp Verlag, Frankfurt am Main 1981, S. 101–102

### Sekundärliteratur
- Sunand T. Joshi: H. P. Lovecraft – Leben und Werk. Band 1. Deutsch von Andreas Fliedner, Golkonda-Verlag, München 2017, S. 482–487, ISBN 3-944720-51-2.
- Sunand T. Joshi, David E. Schultz: Picture in the House, The. In: An H.P. Lovecraft Encyclopedia, Hippocampus Press, Westport 2001, S. 206–207, ISBN 0-9748789-1-X.
- Sunand T. Joshi, David E. Schultz: Lovecraft and a World in Transition, Collected Essays on H. P. Lovecraft, Hippocampus Press 2014